# 天主教列日教区
天主教列日教區（拉丁語：Dioecesis Leodiensis；荷兰语：Bisdom Luik；德语：Bistum Lüttich）是羅馬天主教在比利時的一個教教區，屬梅赫倫-布魯塞爾總教區。始於4世紀。
教區位於列日省。2011年，有714,000名教友，估轄區總人口68.4%，有525個堂區、393名司鐸、70名終身執事、141名修士、443名修女。現任教區主教為让-皮埃尔·德尔维尔（Jean-Pierre Delville，2013年7月14日被祝圣）。

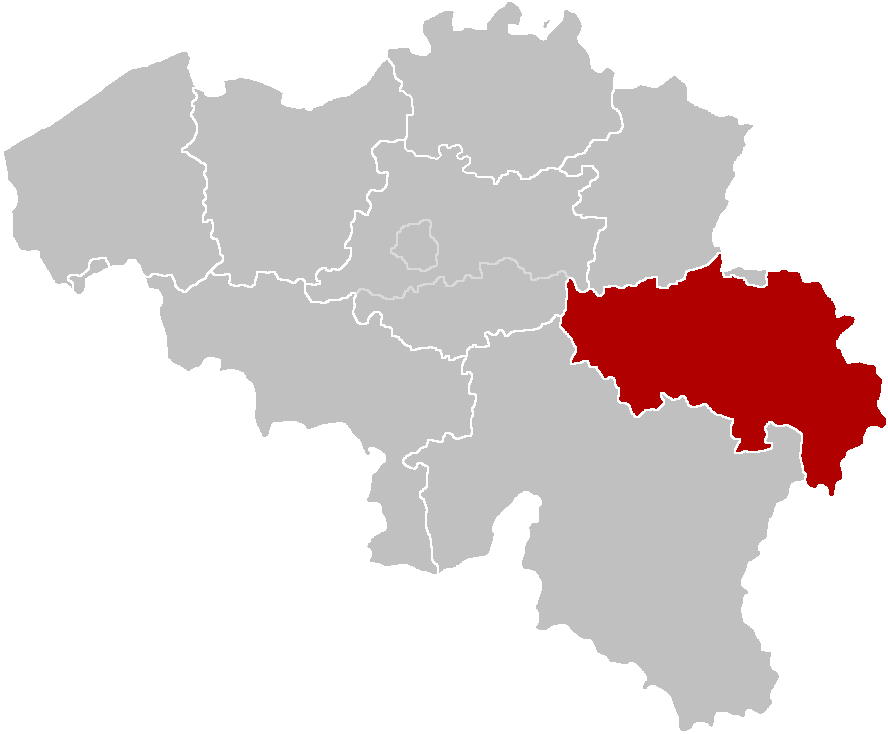
列日教區管轄範圍圖